# فهرست فیلم‌ها بر پایه نشریات دی‌سی کامیکس
دی‌سی کامیکس یکی از بزرگ‌ترین و قدیمی‌ترین ناشران کتاب‌های مصور آمریکایی است. این شرکت محصولاتی را تولید می‌کند که شخصیت‌های ابرقهرمان متعددی از جمله سوپرمن، بتمن، زن شگفت‌انگیز، گرین لنترن، فلش، آکوامن و گرین ارو و گروه‌هایی مانند لیگ عدالت، جوخه انتحار و تایتان‌های نوجوان در دنیای خیالی آن حضور دارند.
اقتباس‌های سینمایی کمیک‌های دی‌سی شامل سریال‌ها، فیلم‌های لایو اکشن و انیمیشن، فیلم‌های تلویزیونی و فیلم‌های مستند می‌شود. 

## فیلم‌ها

### فیلم‌های بلند
تمام فیلم‌های تولید شده توسط دی‌سی استودیوز (سابقاً دی‌سی فیلمز)، شامل مرد پولادین و بتمن در برابر سوپرمن: طلوع عدالت، در دنیای توسعه‌یافته دی‌سی (DCEU) اتفاق افتاده‌اند، مگر اینکه خلاف آن ذکر شده‌باشد. پروژه‌های آینده در دنیای دی‌سی (فرنچایز) (DCU) رخ خواهند داد.
| سال                    | عنوان                            | استودیو (های) تولید                                                                        | یادداشت                                                                       |
| ---------------------- | -------------------------------- | ------------------------------------------------------------------------------------------ | ----------------------------------------------------------------------------- |
| ۱۹۵۱                   | سوپرمن و مردان کورموش            | لیپرت پیکچرز                                                                               |                                                                               |
| ۱۹۶۶                   | بتمن                             | استودیوهای قرن بیستم/گرین‌لاون پروداکشنز                                                    | مربوط به بتمن (مجموعه تلویزیونی) دهه ۱۹۶۰                                     |
| ۱۹۷۸                   | سوپرمن                           |                                                                                            | برنده جایزه ویژه پنجاه و یکمین دوره جوایز اسکار و نامزد ۳ جایزه دیگر          |
| ۱۹۸۰                   | سوپرمن ۲                         | برش کارگردان با عنوان سوپرمن ۲: ریچارد دانر کات در سال ۲۰۰۶ به صورت ویدیوی خانگی منتشر شد. |                                                                               |
| ۱۹۸۲                   | سوامپ تینگ                       |                                                                                            |                                                                               |
| ۱۹۸۳                   | سوپرمن ۳                         |                                                                                            |                                                                               |
| ۱۹۸۴                   | سوپرگرل                          |                                                                                            | اسپین آف فیلم سوپرمن محصول ۱۹۷۸                                               |
| ۱۹۸۷                   | سوپرمن ۴: در جستجوی صلح          | کانن فیلمز                                                                                 |                                                                               |
| ۱۹۸۹                   | بازگشت سوامپ تینگ                |                                                                                            |                                                                               |
| ۱۹۸۹                   | بتمن                             | برادران وارنر/پلی‌گرم انترتینمنت                                                            | برنده ۱ جایزه اسکار                                                           |
| ۱۹۹۲                   | بازگشت بتمن                      | برادران وارنر/پلی‌گرم انترتینمنت                                                            | نامزد ۲ جایزه اسکار                                                           |
| ۱۹۹۵                   | بتمن برای همیشه                  | برادران وارنر/پلی‌گرم انترتینمنت                                                            | نامزد ۳ جایزه اسکار                                                           |
| ۱۹۹۷                   | بتمن و رابین                     | برادران وارنر/پلی‌گرم انترتینمنت                                                            |                                                                               |
| ۱۹۹۷                   | استیل                            |                                                                                            |                                                                               |
| ۲۰۰۴                   | زن گربه‌ای                        |                                                                                            | مستقیما بر اساس شخصیتی به همین نام نیست.                                      |
| ۲۰۰۵                   | کنستانتین                        |                                                                                            |                                                                               |
| ۲۰۰۵                   | بتمن آغاز می‌کند                  | برادران وارنر/دی‌سی کامیکس/لجندری پیکچرز/سینکاپی فیلمز                                      | ریبوت؛ نامزد ۱ اسکار                                                          |
| ۲۰۰۶                   | بازگشت سوپرمن                    |                                                                                            |                                                                               |
| ۲۰۰۸                   | شوالیه تاریکی                    |                                                                                            |                                                                               |
| ۲۰۰۹                   | نگهبانان                         |                                                                                            |                                                                               |
| ۲۰۱۰                   | جونا هکس                         |                                                                                            |                                                                               |
| ۲۰۱۱                   | گرین لنترن                       |                                                                                            |                                                                               |
| ۲۰۱۲                   | شوالیه تاریکی برمی‌خیزد           |                                                                                            |                                                                               |
| ۲۰۱۳                   | مرد پولادین                      |                                                                                            |                                                                               |
| ۲۰۱۶                   | بتمن در برابر سوپرمن: طلوع عدالت |                                                                                            | [ ۲ ]                                                                         |
| ۲۰۱۶                   | جوخه انتحار                      |                                                                                            | برنده ۱ اسکار                                                                 |
| ۲۰۱۷                   | زن شگفت‌انگیز                     |                                                                                            |                                                                               |
| ۲۰۱۷                   | لیگ عدالت                        |                                                                                            | یک برش طولانی از کارگردان با عنوان لیگ عدالت زک اسنایدر در سال ۲۰۲۱ منتشر شد. |
| ۲۰۱۸                   | آکوامن                           | برادران وارنر /دی‌سی فیلمز/پیتر سفرن                                                        |                                                                               |
| ۲۰۱۹                   | شزم!                             |                                                                                            |                                                                               |
| ۲۰۱۹                   | جوکر                             |                                                                                            | در DCEU تنظیم نشده‌است. برنده ۲ جایزه اسکار و نامزد ۹ جایزه دیگر               |
| ۲۰۲۰                   | پرندگان شکاری                    |                                                                                            |                                                                               |
| ۲۰۲۰                   | زن شگفت‌انگیز ۱۹۸۴                |                                                                                            |                                                                               |
| ۲۰۲۱                   | جوخه انتحار                      |                                                                                            |                                                                               |
| ۲۰۲۲                   | بتمن                             | برادران وارنر /دی‌سی فیلمز/مت ریوز/دیلن کلارک پروداکشن                                      | در DCEU تنظیم نشده‌است. نامزد ۳ جایزه اسکار                                    |
| ۲۰۲۲                   | بلک ادم                          |                                                                                            |                                                                               |
| ۲۰۲۳                   | شزم! خشم خدایان                  |                                                                                            |                                                                               |
| ۲۰۲۳                   | فلش                              |                                                                                            |                                                                               |
| رو به اکران            |                                  |                                                                                            |                                                                               |
|                        | پس تولید.                        |                                                                                            |                                                                               |
| بلو بیتل               |                                  |                                                                                            |                                                                               |
| آکوامن و پادشاهی گم‌شده |                                  |                                                                                            |                                                                               |
| ۲۰۲۴                   | جوکر: جنون دو نفر                |                                                                                            | در DCEU تنظیم نشده‌است. پس تولید.                                              |
| منتشر نشده             |                                  |                                                                                            |                                                                               |
| N/A                    | بت‌گرل                            |                                                                                            | این فیلم قرار بود در سال ۲۰۲۲ به‌طور انحصاری در اچ‌بی‌او مکس منتشر شود.          |